# Савченко, Игорь Васильевич
Игорь Васильевич Савченко (род. 17 февраля 1966, город Смела, Черкасской области) — бывший народный депутат ВР Украины, избранный от БЮТ, после прихода к власти президента Виктора Януковича 2010 года — член пропрезидентской коалиции, в дальнейшем член парламентской фракции Партии регионов. Член Комитета по вопросам законодательного обеспечения правоохранительной деятельности (с 12.2007), председатель подкомитета по вопросам парламентского контроля за соблюдением прав человека в деятельности правоохранительных органов и работы с заявлениями и обращениями граждан (с 01.2008).

## Биография
Родился 17 февраля 1966 г. в г. Смела Черкасской области в семье военнослужащего.
1984 г. — 1986 гг. проходил действительную срочную службу в Вооруженных силах СССР во Львовском военном округе.
Имеет два высших образования: в 1986—1992 гг. — Черкасский государственный педагогический институт, специальность: «физическое воспитание»; 2002—2005 гг. — Черкасский государственный технологический университет, специальность: «Финансы», квалификация: «бакалавр с экономики и предпринимательства».
1993—1998 гг. — директор ЧП «СЕЛ Автокомерс» в г. Смела.
1998—2003 гг. — директор ООО «Мебель ЛИВС» (г. Смела).
2003—2005 гг. — заместитель руководителя Государственного управления делами. Получил ІІІ ранг государственного служащего.
2006 г. — директор ООО «Центр-инвестстрой», генеральный директор КП «Институт земельных отношений Киевской области».
Народный депутат Украины 6-го созыва 11.2007-12.2012 от Блока Юлии Тимошенко, № 137 в списке. На время выборов: генеральный директор КП «Институт земельных отношений Киевской области», беспартийный.

## Деятельность
27 апреля 2010 голосовал за ратификацию соглашения Януковича — Медведева, то есть за продление пребывания ЧФ России на территории Украины до 2042 г.

## Награды
В 2003 году за значительный личный вклад в социально-экономическое и культурное развитие Украины получил почетное звание «Заслуженный работник промышленности Украины».